# Friedrich Seizaburo Nohara
Friedrich (Fritz) Seizaburo Nohara (japanisch フリードリヒ 野原; * 9. Juni 1905 in Yokohama; † im Mai 1967 in der Schweiz) war ein Schweizer Arzt und Publizist deutsch-japanischer Herkunft.

## Leben
Nohara wurde geboren als Sohn der Rheinländerin Katharina Eick und des Chemikers Komakichi Nohara, der einem Samurai-Geschlecht angehörte. Nachdem die Familie nach Europa übergesiedelt war, besuchte Nohara bis 1914 das Gymnasium Leopoldinum in Detmold. Während des Ersten Weltkriegs besuchte er das Gymnasium in Basel. Ab 1921 besuchte er das Städtische Realgymnasium zu Bonn, wo er 1923 die Reifeprüfung bestand. Ab 1924 war Nohara vier Jahre lang in der Pharmazeutischen Abteilung der Chemischen Fabrik vormals Sandoz kaufmännisch tätig, um sein Medizinstudium zu finanzieren. 1928 begann er, Medizin zu studieren. Nach 2 Semestern an der Universität Basel wechselte er an die Universität Bonn. Dort bestand er das medizinische Staatsexamen, wo er 1933 am Pharmakologischen Institut in Medizin unter Betreuung von Wilhelm Blume (Referent) und Hermann Fühner (Korreferent) mit Vergleichenden Untersuchungen über den Resorptionsverlauf der Salicylsäure nach peroraler und rektaler Applikation promovierte. Alsdann wandte er sich der Dermatologie zu. Mit dem Ausbruch des Zweiten Weltkrieges kehrte Nohara nach Basel zurück, wo er als Assistent an der Dermatologischen Klinik arbeitete. Später leitete er die pharmazeutische Abteilung der Chemischen Fabrik Schweizerhalle.
1953 erschien erstmals Noharas deutsche Übersetzung von Paul Takashi Nagais Die Glocken von Nagasaki.
In seinen letzten Lebensjahren schrieb Nohara Artikel im Bereich Medizin für die Basler Nachrichten.
Nohara wohnte zeitweise in Oberwil BL, war verheiratet und hatte ein oder mehrere Kinder.

## Schriften (Auswahl)

### Fachartikel
Als Mediziner veröffentlichte er zahlreiche Artikel in Fachzeitschriften, darunter:
- Descubrimiento del agente causal de la cuarta enfermedad venérea. dermosiphiliographischen Tagung in Granada, 1938 OCLC 603876506
- Ein unbekanntes Paracelsus-Bildnis. In: Deutsche Medizinische Wochenschrift, Band 65, Nr. 15 (1939/40), S. 616–617. doi:10.1055/s-0028-1120464
- Die Frage nach der Herkunft der Syphilis: Zur 450. Wiederkehr von Columbus' Landg auf der Watling-Insel (Guanahani) am 12. Okt. 1492. In: Schweizerische Medizinische Wochenschrift, Jahrgang 72, 1942, Nr. 44, S. 1230. OCLC 72310087
- sowie u. a. in den Zeitschriften Ars medici und Praxis.

Weitere seiner Artikel sind u. a. auf den Webseiten der Verlage S. Karger und Springer Science+Business Media online verfügbar.

### Übersetzung aus dem Japanischen
Er übersetzte Paul Takashi Nagais Die Glocken von Nagasaki; seine Übersetzung erschien zwischen 1953 und 1964 in mehreren Auflagen (1953 in der Schweizer Volks-Buchgemeinde Luzern, 1955 in der Buchgemeinschaft Welt und Heimat Wien, ab 1955 in mehreren Auflagen im Rex-Verlag München und ab 1957 gekürzt in mehreren Auflagen im St. Benno-Verlag Leipzig).